# M22 Locust
M22 «Локаст» (англ. M22 Locust) — американський аеротранспортабельний легкий танк періоду Другої світової війни. M22 «Локаст» був створений в лютому 1941 року відповідно до вимог, розроблених повітряно-десантними військами армії США. Машина призначалася для транспортування як усередині, так і зовні літака і десантування посадочним способом. Легкий танк М22 «Локаст»/M22 Locust (укр. Сарана) випускався серійно з березня 1943 по лютий 1944 року. Всього було випущено 830 машин цього типу.

## Історія створення
Легкий танк (англ. M22 Locust) , який також відомий як «Локаст», що в перекладі «Сарана», почали розробку у кінці 1941 року відповідно до запиту британської армії, який був зроблений раніше того року стосовно повітряно-мобільного легкого танка, який можна було б перевозити на поле бою на військових планерах. У той час, коли було зроблено запит, Військове міністерство розглядало використання цього обладнання в британських десантних військах, які були створені у червні 1940 року за наказом Прем'єр-міністра Вінстона Черчілля. Коли чиновники у Військовому міністерстві розглядали обладнання, яке було б необхідно для британської десантної дивізії, вони вирішили, що планери будуть невід'ємною частиною такої сили. Ці планери використовувалися б для перевезення військ та важкого обладнання, яке до 1941 року мало включати артилерію та якусь форму танка. Плани щодо перевезення десантного танка проходили декілька коректив, але до травня 1941 року вважалося реальним, що танк масою 5,5 тонни може бути перевезений на відстань від 300 до 350 миль в планері, хоча останній мав би бути спеціально розроблений для цієї мети. На конференції, що відбулася 16 січня 1941 року, було вирішено, що General Aircraft Hamilcar, який розроблявся в той час, буде використовуватися для перевезення одного танка або двох Universal Carriers.
Військове відомство ухвалило рішення про те, що легкі танки більше не повинні використовуватися в британській армії; загалом вони показали погані результати під час битви за Францію і вважалися проблемою. В результаті легкий танк Vickers Armstrong Light Tank Mark VII А17 Tetrarch тепер вважався застарілим. Це зробило його доступним для використання повітряно-десантними силами, і військове відомство вибрало його як танк для транспортування планером. Однак він не був розроблений спеціально як бортовий танк або як аеромобіль, і він також мав кілька недоліків.
Його розмір обмежив можливий екіпаж до трьох — водій у корпусі, стрілок і командир у вежі — що виявилося занадто малою кількістю членів екіпажу, щоб ефективно керувати Тетрархом. Навідник або командир, крім своїх обов'язків, повинен був виконувати функції заряджаючого 2-фунтового, що спричиняло затримки бою; У звіті про танк, написаному в січні 1941 року, стверджувалося, що оскільки командир повинен був і воювати, і керувати танком, контролювати загін тетрархів під час бою було б майже неможливо. Військове відомство також знало, що танк мав несправну систему охолодження, яка робила Тетрарх непридатним для експлуатації в спекотних кліматичних умовах, таких як Близький Схід і Північна Африка.

## Бойове застосування

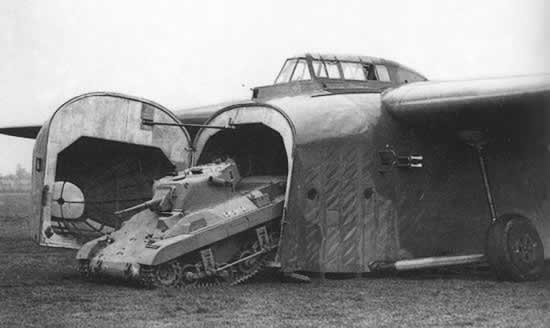
M22 виїздить із вантажного відсіку планера «Гамількар»

У 1943—1944 роках єдиним транспортним літаком США, здатним підняти у повітря M22, був C-54. При цьому для транспортування доводилося знімати із танка башту, яку перевозили у вантажному відсіку, а сам корпус підвішували під фюзеляжем. Це унеможливлювало транспортування M22 безпосередньо на поле бою, тому, не зважаючи на немалу кількість випущених машин, у військах США танк використовувався виключно для учбово-тренувальної мети. Лише в самому кінці війни у США з'явився транспортний літак C-82, здатний перевозити зібраний M22.
Британці отримали за програмою ленд-лізу 260 M22, прозваних у військах «Локаст» (англ. Locust, «Сарана»). Частину із них англійці обладнали конічними адаптерами для ствола «Літлджон» і димовими гранатометами. На відміну від США, у Великій Британії був транспортний планер «Гамількар», здатний перевозити танк у зібраному вигляді. Тим не менше, за всю війну у бою M22 застосовувалися ними лише раз (за іншими даними, «Локасти» застосовувалися також під час висадки в Нормандії). У переправі через Рейн в ході операції «Варсіті», 24 березня 1945, брали участь 12 «Локастів» 6-го повітряно-десантного розвідувально-бронетанкового полку. Через щільний зенітний вогонь до цілі дісталася лише половина із них, котрі, тим не менше, зуміли надати цінну підтримку десантникам.
Після війни, деякі кількість M22 англійці передали Бельгії, котра своєю чергою, передала частину із них Єгипту, де вони знаходились у строю до 1956 року. Під час Арабо-ізраїльської війни 1947—1949 років, кілька «Локастов» були захоплені ізраїльтянами, і три із них використовувалися Армією оборони Ізраїля до 1952 року.